# غيورغي جوكوف
غيورغي قسطنطينوفيتش جوكوف (بالروسية: Гео́ргий Жу́ков)، (مواليد 1 ديسمبر 1896 - الوفاة 18 يونيو 1974) كان قائد عسكري في الجيش الأحمر خلال الحرب العالمية الثانية. يعتبر من أكثر القادة العسكريين الذي لعبوا دوراً محورياً في قيادة الجيش الاحمر لتحرير الاتحاد السوفيتي وبقية الدول من الاحتلال النازي حتى وصل إلى برلين، كما يعتبر من أكفئ القادة في التاريخ السوفيتي والروسي، من بين العديد من القادة العسكريين خلال الحرب العالمية الثانية، جوكوف كان أكثرهم من حيث عدد الانتصارات والقائد الوحيد الذي يخلو سجله من الهزائم، موهبته في القيادة العملية والاستراتيجية اعترف بها كثير من قادة الحلفاء، مثل بيرنارد مونتغمري ودوايت ايزنهاور، إنجازاتة في تحسين المعرفة البشرية العسكرية من الناحية النظرية والتطبيقية عادت بفوائد عظيمة للاتحاد السوفيتي والعالم كله، يعتبره كثيرون بأنه «عراب النصر السوفيتي» بينما يذهب البعض إلى اعتباره أعظم قائد عسكري في القرن العشرين.

## حياتة المبكرة
ولد لأسرة فقيرة من الفلاحيين في ستريلكوفكا، محافظة كالوغا عام 1896 وعمل في مجال الدباغة في أحد المصانع في موسكو، خلال الحرب العالمية الأولى تم تجنيده في الجيش الإمبراطوري الروسي حيث عمل في فوج الفرسان الاحتياطي وتم منحه وسام سانت جورج مرتين وترقيته إلى ضابط لشجاعته في المعركة، وعند اندلاع الثورة البلشفية انضم إلى الحزب البلشفي ونال احتراماً كبيراً في الحزب لكونه من خلفية فقيرة، وبعد تعافيه من مرض التيفوس شارك في الحرب الاهلية الروسية خلال الفترة 1918 - 1921 خدم في جيش الفرسان الأول وحصل على وسام الراية الحمراء لإخضاعه تمرد تامبوف عام 1921

## الخدمة في وقت السلم حتى معركة خالخين غول

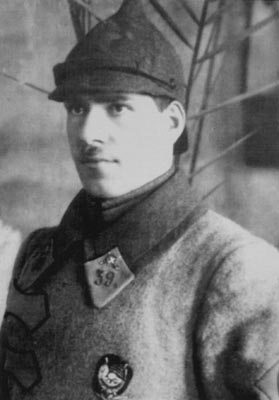
غيورغي جوكوف في شبابة 1923

في نهاية أيار 1923 أصبح جوكوف قائد فوج الفرسان التاسع والثلاثين، وبنهاية عام 1924 التحق بالمدرسة العليا للفرسان وتخرج منها في نفس العام وثم عاد لقيادة الفوج، في عام 1930 أصبح جوكوف قائد لواء الفرسان الثاني، وفي عام 1933 عين جوكوف قائداً على الفرقة الرابعة لسلاح الفرسان، في عام 1937 أصبح قائد الفيلق الثالث لسلاح الفرسان وفي عام 1938 أصبح نائب قائد المنطقة العسكرية البيلاروسية للفرسان

### من خالخين غول إلى بارباروسا
في عام 1938 تولى جوكوف قيادة الجيش المغولي السوفيتي الأول وشن حملة عسكرية ضد جيش كوانتونغ الياباني على الحدود بين منغوليا واليابان، كانت هذه الحملة حرب غير معلنة استمرت من عام 1938 إلى عام 1939 بدأت على شكل مناوشات بسيطة على الحدود ثم تصاعدت لتصبح حرباً شاملة دفع فيها اليابانيون 80 ألف جندي و180 دبابة و450 طائرة، أدت هذه الأحداث إلى اندلاع معركة استيراتيجية حاسمة في معركة خالخين غول، جوكوف طلب تعزيزات كبيرة وفي 20 أغسطس 1939 بدأ الهجوم السوفيتي بعد وابل من نيران المدفعية، تقدمت 500 دبابة سوفيتية من نوع بي تي-5 وبي تي-7 مدعومة بالمقاتلات والقاذفات السوفيتية، كانت هذه أول معركة عسكرية للقوات الجوية السوفيتية، قرر جوكوف محاصرة اليابانيين فتقدم لوائين من الدبابات إلى الأمام ثم افترقا وبعد وصولهم إلى نهاية خالخين غول بدأ اللوائين يقتربان من بعضهما فارضين حصار خانق على القوات اليابانية من أربع جهات إضافة إلى القصف الجوي والذي أدى إلى تشتيت القوات اليابانية وأدى إلى استسلام الجيش الياباني السادس بنهاية المطاف وقبل 31 أغسطس 1939 تم تطهير اليابانيين من الحدود المتنازع عليها، كان لهذه الحملة أهمية إستراتيجية وتكتيكية، جوكوف أظهر واختبر قدرات الجيش الأحمر وتكتيكاته التي سيستخدمها لاحقاً ضد الألمان، إضافة إلى ابتكار جوكوف تقنيات عسكرية حديثة لم تستخدم سابقاً مثل نشر الجسور تحت الماء وتطوير الدبابات باستبدال محركاتها القابلة للانفجار بمحركات ديزل حديثة إضافة إلى تحسين الكفاءة القتالية للمشاة والدعم المعنوي والخبرة والتدريب الشامل، وفي اندلاع الحرب العالمية الثانية تم نشر الضباط المشاركين في معركة خالخين غول على الفرق التي تفتقر إلى الخبرة للاستفادة من خبرة هولاء الضباط، بسبب النصر الذي حققه تم تكريم جوكوف بوسام بطل الاتحاد السوفيتي، في عام 1940 أصبح جوكوف جنرال وفي عام 1941 أصبح رئيس الأركان العامة للجيش الاحمر.

### المناورات العسكرية
في خريف 1940 بدأ جوكوف بإعداد الخطط العسكرية حول الدفاع عن حدود الاتحاد السوفيتي الغربية في حال حصول هجوم الماني خصوصاً أن الاتحاد السوفيتي بدأ يتوسع غرباً بعد احتلال بولندا، في مذكراتة يقول جوكوف بأنه في تلك الفترة بدأ بمناورات عسكرية تدريبية على الحدود الغربية وقال إنه في هذة المناورات قاد «القوات الزرقاء» (قوات الغزو المفترض) بينما كان خصمه الكولونيل دميتري بافلوف يقود القوات «الحمراء» (القوات السوفيتية المفترضة) وأشار جوكوف إلى أن القوات الزرقاء كانت مكونة من 60 فرقة بينما الحمراء مكونة من 50 فرقة، جوكوف في مذكراته وصف أحداث المناورات والتي تشبه كثيراً الأحداث الفعلية للغزو الألماني، المؤرخ بوييليف ذكر في مقالته في مجلة «التاريخ العسكري» تفاصيل المناورات العسكرية، وقال إن المناورات العسكرية تم تقسيمها إلى قسمين الأولى بدأت من 2-6 يناير (من الاتجاه الشمالي الغربي) والثاني من 8-11 يناير (في الاتجاه الجنوبي الغربي)، الشرط الأول للمناورة الأولى هو قيام القوات الغربية بمهاجمة القوات الشرقية، وفي الأول من آب وصلت القوات الشرقية إلى الحدود، في ذلك الوقت بدأت المناورات وكانت القوات الشرقية لها تفوق عددي على سبيل المثال كانت مكونة من (51 فرقة مشاة مع مضادات الدبابات ضد 8811 دبابة) وفي النهاية تمكنت القوات الشرقية (قوات جوكوف) من تطويق القوات الغربية وتدميرها.

### الجدل حول خطة الحرب ضد ألمانيا
في 2 فبراير وكرئيس أركان الجيش الأحمر ووزير الدفاع، شارك جوكوف بوضع خطة استيراتيجية لهجوم سوفيتي على ألمانيا في حالة قيام الألمان بإعلان حرب على حلفائها، الخطة اكتملت في موعد لايتجاوز 15 مايو 1941 ، بعض الباحثين (على سبيل المثال فيكتور سوفوروف) استنتج بأن في يوم 14 مايو قام كل من سيميون تيمشينكو وغيورغي جوكوف بتقديم اقتراح إلى ستالين لشن هجوم وقائي ضد ألمانيا عن طريق جنوب بولندا، عن طريق احتلال حدود يستلا والاستمرار في التقدم وصولاً إلى كاتوفيتشي أو حتى إلى برلين (في حال انسحاب الألمان من بولندا) أو التقدم إلى ساحل بحر البلطيق (في حال عدم انسحاب الالمان ودفاعهم عن شرق بولندا وبروسيا الشرقية) كان من المفترض أن يصل المهاجمين السوفيت إلى ارصوفيا، دبلن ومن ثم السيطرة على وارسو قبل الهجوم على الجنوب وفرض الهزيمة النهائية على الألمان في لوبلين، المؤرخون لايمتلكون الوثائق الأصلية التي يمكن أن تؤكد وجود مثل هذه الخطة، في إحدى المقابلات في مايو 1965 قال جوكوف إن ستالين لم يوافق على الخطة بل كان يريد المزيد من الوقت من أجل تنظيم وتسليح الجيش الاحمر ورغم ذلك لم توجد وثائق في الأرشيف السوفيتي تؤكد وجود مثل هذه الخطة.

## الحرب الوطنية العظمى

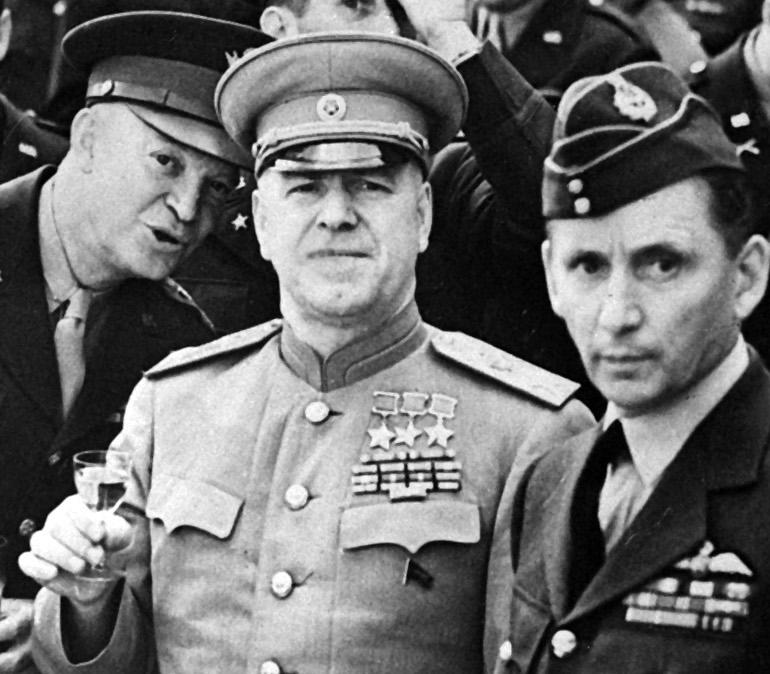
جوكوف مع ايزنهاور وآرثر تيدر رئيس أركان القوات الجوية الملكية البريطانية.

في 22 يونيو وقع جوكوف توجيه «مندوبي الشعب للدفاع» والذي نص على حملة شاملة لتطويق تجمعات الالمان في سوفالكي ثم تطويق وتدمير الالمان في اتجاه فلاديمير-فولينا والاستيلاء على منطقة لوبلين، على الرغم من التفوق العددي الا ان هذة الحملة فشلت وتم تدمير وحدات الجيش الاحمر من قبل الفيرماخت، لاحقاً قال جوكوف بأنه وقع على هذا التوجيه بضغط من القيادة، وفي 29 يوليو 1941 ازيل جوكوف من منصب رئيس الاركان العامة بسبب عدم مشاركته في معركة كييف حيث اعتقد لو ان السوفيت دافعوا عن كييف سيتم تطويقهم وهو ماحصل فعلاً، وفي اليوم التالي تم تعيينة قائداً لجبهة الاحتياط وهناك كان يشرف على هجوم ييلنيا، في 10 سبتمبر 1941 أصبح جوكوف قائد جبهة لينينغراد وكلف بمهمة الدفاع عن المدينة بجانب جدانوف وفوروشيلوف وقد نجح في تلك المهمة، في 6 اكتوبر 1941 أصبح جوكوف ممثل القيادة العليا (الستافكا) في الجبهة الغربية وجبهة الاحتياط وادمجت هذة الجبهات بجبهة واحدة سميت بالجبهة الغربية تحت قيادة جوكوف، لاحقاً اتخذ جوكوف أحد أهم القرارات التي ساهمت بتغيير مجرى الحرب حيث ادرك ان اليابانيين لن يهاجموا الاتحاد السوفيتي وانهم مشغولون بحربهم ضد الولايات المتحدة فقام بسحب القوات السوفيتية المتمركزة في سيبيريا وجلبهم إلى موسكو، يعد قرار جوكوف من أهم العوامل التي ساهمت بصد الالمان في معركة موسكو، بعدها شن جوكوف هجوم مضاد ضخم في معركة رجيف كبد فية الالمان خسائر فادحة تصل إلى 330 الف جندي، في اواخر آب 1942 وبسبب انتصاراته أصبح جوكوف نائباً لستالين وتم ارساله إلى الجبهة الجنوبية الغربية لتولي مسؤولية الدفاع عن ستالينغراد، قام بالتخطيط مع المارشال فاسيلفسكي للهجوم المضاد وقام بتطويق الجيش الالماني السادس واجبره على الاستسلام، بعد هزيمة الالمان في معركة ستالينغراد تم ارساله إلى جبهة كالينينغراد حيث قام باستحداث عملية عسكرية سميت بعملية المريخ انتهت بخسارة الالمان لـ 40 الف جندي، في كانون الثاني 1943 شن جوكوف عملية لفك الحصار عن لينينغراد بجانب كليمنت فوروشيلوف وتمكن من فك الحصار ثم انتقل إلى جبهة البلطيق وشن عملية «ايسكرا» (الشرارة) التي كبدت الالمان 110 الف سفينة حربية، في يوليو 1943 كان جوكوف العقل المدبر لمعركة كورسك والتي شن فيها هجوم مضاد تكبد فيه الالمان خسائر فادحة تصل إلى 15% من مجموع ترسانتهم العسكرية، في 12 فبراير 1944 جوكوف قام بتنسيق العلميات العسكرية على الجبهتين الأوكرانيتين الأولى والثانية، في مايو 1944 شن جوكوف عملية باغراتيون التي كبدت الالمان خسائر عالية تصل إلى مليون جندي ومن ثم قام جوكوف بتنسيق العمليات العسكرية في الجبهات البيلاروسية الثلاث من اجل الاعداد لتحرير بلغاريا، في 16 تشرين الثاني أصبح جوكوف قائد الجبهة البيلاروسية وشارك في المعركة من اجل برلين، وقال لقواته:(تذكروا اخواننا واخواتنا امهاتنا وابائنا زوجاتنا واطفالنا ممن عذبوا حتى الموت على يد النازيين لكننا لن نرد عليهم بمثل وحشيتهم) ورغم توصية جوكوف للجنود الا ان قوات الجيش الاحمر ارتكبت أعمال انتقامية خلال معركة برلين، بعدها دخل جوكوف إلى برلين مع عدد من القادة السوفيت وحضر مراسيم توقيع وثيقة استسلام الالمان.

## فترة مابعد الحرب والصراع مع بيريا
بعد استسلام ألمانيا، أصبح جوكوف قائد المناطق الالمانية الخاضعة للسيطرة السوفيتية وفي 10 حزيران عاد جوكوف إلى موسكو لتحضير موكب النصر وقد عينة ستالين قائداً عاماً على العرض وفي ليلة 24 حزيران عاد جوكوف إلى برلين واستئناف قيادتة، في ايار 1945 رأى جوكوف تردي الاحوال المعيشية لسكان برلين الالمان الامر الذي جعلة يصدر ثلاث قرارات هامة من اجل رفع المستوى المعاشي للمدنيين الالمان وهذة القرارات:
- القرار رقم 63 (11 مايو 1945) توفير الغذاء لسكان برلين الالمان
- القرار رقم 64 (12 مايو 1945) السماح بترميم وصيانة قطاع الخدمات في برلين
- القرار رقم 80 (31 مايو 1945) توفير امدادت الحليب للاطفال الالمان في برلين

جوكوف طلب من الحكومة السوفيتية إرسال مواد غذائية إلى برلين تتضمن 000 ,96 طن من الحبوب، و 60 ألف طن من البطاطا، و 50,000 ماشية، وآلاف الأطنان من المواد الغذائية الأخرى، مثل السكر والدهون الحيوانية، وعندما اعترض بعض القادة السوفيت اجابهم جوكوف(نحن نكره النازية لكن يجب علينا احترام الشعب الألماني) وقد بذل جوكوف جهود كبيرة من اجل رفع المستوى المعاشي للمواطنيين الالمان في برلين وبقية المدن الالمانية الخاضعة للسيطرة السوفيتية، إضافة إلى ذلك عندما كان قادة الحلفاء يسافرون إلى برلين كانوا يستخدمون الطائرات ويدخلون المدينة راكبين سيارات اما جوكوف فقد استخدم عربة قطار قديمة لنقلة إلى برلين ودخل المدينة سيراً على الاقدام حتى لايذل الشعب الالماني، من 16 يوليو إلى 2 اب شارك جوكوف في مؤتمر بوتسدام بجانب قادة الحكومات المتحالفة، جوكوف إنشاء علاقات طيبة مع بقية القادة مثل دوايت ايزنهاور(الولايات المتحدة) وبرنارد مونتغمري(بريطانيا) والمارشال جان دي لاتر(فرنسا) وناقش معهم العديد من المسائل مثل الحكم على مجرمي الحرب النازيين واعادة العلاقات مع ألمانيا والحلفاء وهزيمة الامبراطورية اليابانية، كان اقرب صديق لجوكوف هو الجنرال الأمريكي ايزنهاور واشاد الجنرال جان دي لاتر بصداقتهما حيث قال:(ينبغي ان تتطور العلاقات السوفيتية-الأمريكية لو واصل ايزنهاور وجوكوف العمل معاً) في عام 1946 تم تعيين جوكوف قائداً على المنطقة العسكرية في اوديسا وفي يناير 1948 اصيب جوكوف بنوبة قلبية رقد على اثرها لمدة شهر في المستشفى، طوال هذا الوقت كان بيريا يحاول الإطاحة بجوكوف خوفاً من تنامي شعبيتة ونفوذة وحتى لايفقد بيريا منصبة ويحل جوكوف محلة، في البداية قام بيريا باعتقال مرؤوسي جوكوف وقام بتعذيبهم في سجن ليفورتوفو من اجل استفزاز جوكوف، لكن محاولتة فشلت، الفشل لم يثني بيريا من تلفيق التهم ضد جوكوف حيث اتهمة بالفساد والاختلاس واستدل على ذلك بعربة القطار التي يحتفظ بها جوكوف، اما جوكوف فقد اوضح ان عربة القطار قديمة وبالية وانة يحتفظ بها للذكرى لانها العربة التي انتقل بها إلى برلين وقد اوضح ذلك في رسالة ارسلها إلى جدانوف يقول فيها:
| غيورغي جوكوف | شعرت بالذنب الشديد، لاينبغي ان احتفظ بهذة العربة الغير مجدية ووضعتها في المستودع، افترضت ان لا أحد يحتاج اليها ،اقسم كـ بلشفي ان اتجنب مثل هذة الاخطاء والحماقات، مازلت بالتأكيد في خدمة الوطن الام، الحزب والرفيق العظيم ستالين . _ غيورغي جوكوف | غيورغي جوكوف |

عندما علم بمحنة جوكوف، اعرب ايزنهاور عن تعاطفة مع صديقة ورفيقة في السلاح جوكوف، وقد وقف جميع جنرالات الجيش الاحمر بجانب جوكوف ضد بيريا ولاحقاً اعلنت براءة جوكوف من التهمة الموجهة الية، في فبراير 1953 امر ستالين جوكوف بالحضور إلى موسكو واختارة ليكون قائد الجيوش الكورية- الصينية خلال الحرب الكورية لكن ذلك لم يحدث أذ توفي ستالين بعد شهر واحد في مارس 1953

### العلاقة مع ستالين

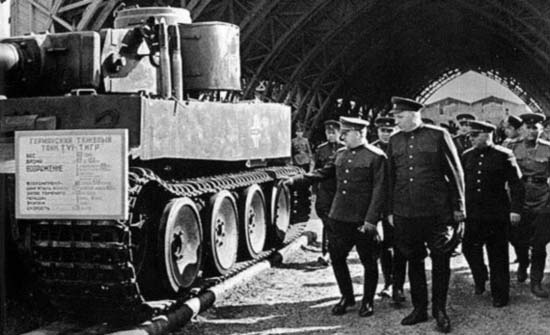
جوكوف يتفحص دبابة تايغر ألمانية

كرئيس الأركان العامة للجيش الاحمر كان لجوكوف مئات اللقاءات مع ستالين سوى لقاءات شخصية أو في اجتماعات الستافكا، مما مكن جوكوف من معرفة شخصية ستالين بشكل واسع حتى أنه كان قادراً على معرفة مزاجه على سبيل المثال (إذا نجح ستالين في إشعال غليونة بسرعة فهاذا يعني أنه بمزاج جيد أما إذا فشل في ذلك فأن مزاجه متوتر وغاضب) وقد ذكر جوكوف في مذكراتة ستالين بأنه شخص قوي وكتوم، كان ستالين وجوكوف كلاهما عسكريان شاركوا في حروب لكن ستالين كان على معرفة بالأساليب التقليدية والتكتيكات العسكرية القديمة أما جوكوف فكان يتبع الأساليب الحديثة، هذا التناقض أدى إلى حدوث جدالات بين ستالين وجوكوف خلال اجتماعات الستافكا، لكن من الناحية السياسية فقد كان ستالين يتفوق على جوكوف، إضافة إلى أن جوكوف كان ينتقد قرارت ستالين دائما على عكس بعض الشخصيات المتملقة لستالين مثل (بيريا ويجوف وغيرهم) هذة الميزة فية اكسبتة احترام ستالين وكان ستالين يلقب جوكوف بـ مارشال النصر العظيم ، ووفقاً لمذكرات جوكوف فإنه عندما أبلغ ستالين بنبئ انتحار هتلر قال ستالين:(اذن الوغد قد مات؟ مع الأسف لم تقبض عليه حياً)

## بعد ستالين
بعد وفاة ستالين، أصبح جوكوف نائب وزير الدفاع وأتيحت له الفرصة للانتقام من بيريا

### التخلص من بيريا
بعد حادثة وفاة ستالين المفاجئة سقط الاتحاد السوفيتي في أزمة قيادية، أصبح مالينكوف الرئيس المؤقت وكان يبحث مع خروتشوف عن شخصية عسكرية قوية للمشاركة في الحكم ووقع اختيارهم على جوكوف ويعود السبب إلى كونه شخصية قيادية كفوءة إضافة إلى إنقاذه خروتشوف مرتين خلال الحرب الوطنية العظمى، تعاون الثنائي جوكوف وخروتشوف من أجل الإطاحة بـ بيريا لإن الأخير كان يتفاوض مع الولايات المتحدة لإنهاء الحرب الباردة، وفي 26 يونيو 1953 عقد المكتب السياسي جلسة خاصة وكان جوكوف قبل الجلسة قد أمر بحضور قوة خاصة بسيارة مضللة من أجل اعتقال بيريا وقام باستبدال الحراس المفوضيين بحراس من الحامية العسكرية في موسكو، ولدى وصول بيريا ندد خروتشوف به واتهم بقيامه بأنشطة معادية للإشتراكية وبالعمالة لصالح الولايات المتحدة وقد تقرر طرده من الحزب الشيوعي ومحاكمته محاكمة عسكرية، وبعد وصول القوة الخاصة لاعتقال بيريا، ذهب جوكوف إلى بيريا وقال له:(إرفع يديك واتبعني) أما بيريا فكان رده: (أوه! رفاق مالذي يحصل !) فصاح به جوكوف:(إخرس أنت لست القائد هنا، رفاق اعتقلوا هذا الخائن) وفوراً قامت القوة الخاصة باعتقال بيريا، وكان جوكوف عضواً في المحكمة العسكرية لبيريا والتي ترأسها الجنرال ايفان كونيف، حكمت المحكمة العسكرية بإعدام بيريا رمياً بالرصاص وفي أثناء دفن بيريا قال كونيف: (اليوم الذي ولد فيه هذا الرجل يجب أن يكون ملعوناً) أما جوكوف فأجابه:(فكرت أن من واجبي الوطني أن أسهم قليلاً في هذة المسألة (اعتقال وإعدام بيريا)

### وزير الدفاع وعضو المكتب السياسي
عندما أصبح بولغانين رئيس الوزراء قام بتعيين جوكوف وزيراً للدفاع، شارك جوكوف في العديد من الأنشطة السياسية واقترح إعادة نظام المفوض نظراً لإن الحزب والقيادات السياسية لم تكن لها خبرة بالمهنة العسكرية ويجب أن تكون السلطة بيد قادة الجيش، حتى عام 1955 كان جوكوف يتراسل مع ايزنهاور حول التعايش السلمي بين القوتين العظمتين، وفي يوليو 1955 شارك جوكوف في مؤتمر القمة في جنيف للتوقيع على معاهدة السلام مع النمسا وسحب الجيش الاحمر من ذلك البلد، وفي اندلاع الثورة المجرية حث جوكوف على إرسال قوات لدعم السلطة في المجر، إلا أنه رأى أن استخدام القوة غير ضروري لكن لم ينصت له أحد، وعندما غزت المملكة المتحدة وفرنسا وإسرائيل مصر خلال أزمة السويس أعرب جوكوف عن دعمة لمصر وكان يتصل بالقادة المصريين من أجل تقديم الدعم والمشورة العسكرية وقام جوكوف بالضغط على الحكومة السوفيتية من أجل دعم مصر خلال العدوان الثلاثي، وهو الأمر الذي أدى إلى صدور إنذار بولغانين عندما هدد السوفيت بقصف فرنسا وإسرائيل بالسلاح النووي في حال عدم انسحابهم من مصر، مما أدى إلى انسحاب الدول الثلاث من السويس وفي الأول من اكتوبر 1957 زار جوكوف البانيا ويوغسلافيا للتباحث حول إصلاح قرار انفصال تيتو-ستالين

### الوقوف ضد الانقلاب والسقوط
في عيد ميلاده الستين تلقى جوكوف وسام بطل الاتحاد السوفيتي للمرة الرابعة وبذلك يكون أرفع شخصية عسكرية في الاتحاد السوفيتي فضلاً عن شعبيته، أيضاً أصبح عضواً في اللجنة المركزية للحزب الشيوعي، العلاقة بين جوكوف وخروتشوف وصلت إلى ذروتها في المؤتمر العشرين للحزب الشيوعي عام 1957 عندما انتقد خروتشوف ستالين وعبادة الشخصية وأزال ستالين من جانب لينين ودفنه في مقبرة جدار الكرملين مع بقية القادة السوفيت، هذة الأعمال ولدت غضب لدى المخلصين لستالين أمثال مولوتوف وفوروشيلوف وكاغانوفيتش وغيرهم، فدبروا القيام بانقلاب ضد خروتشوف وعندما علم خروتشوف استنجد بجوكوف والذي قال:
| غيورغي جوكوف | الجيش سيقف ضد الانقلاب ولا حتى دبابة لن تغادر دون اوامري . _ غيورغي جوكوف | غيورغي جوكوف |

لكن رغم وقوف جوكوف بجانب خروتشوف إلا أن الأخير قام بإزالة جوكوف من منصبه بعد فترة قصيرة وطرده من الحزب الشيوعي ولفق التهم ضده وأجبره على التقاعد في سن 62 والسبب هو أن خروتشوف كان يريد التفرد بالسلطة وكان يخاف من نفوذ جوكوف وشعبيته، حتى لايفقد خروتشوف سلطته.

## السنوات الأخيرة والوفاة
في سنواته الأخيرة بقي جوكوف بعيداً عن السياسة، وكان يزورة الكثير من الناس بما في ذلك أصدقاؤه من المارشالات السوفيت اللذين شاركوا في الحرب العالمية الثانية، وكان يذهب معهم في رحلات صيد، وفي ايلول 1959 أثناء زيارته للولايات المتحدة صرح خروتشوف للرئيس الأمريكي ايزنهاور أن المارشال المتقاعد جوكوف يحب الصيد، رداً على ذلك أرسل ايزنهاور إلى جوكوف مجموعة معدات كاملة للصيد، أحب جوكوف هذة الهدية كثيراً وظل يستخدمها حتى آخر حياته، وبعد إزاحة خروتشوف في اكتوبر 1964 بدأ الزعيم الجديد بريجنيف يرد الاعتبار إلى جوكوف وقام بدعوته لترأس الموكب العسكري في ذكرى النصر في الساحة الحمراء، في عام 1958 بدأ جوكوف بكتابة مذكراته بعنوان«الذكريات والتأملات» إلى جانب تفاقم امراض القلب وتدهور حالته الصحية، وفي ديسمبر 1967 أصيب جوكوف بسكتة دماغية ونقل إلى المستشفى، واستمر بتلقي العلاج الطبي في المنزل تحت رعاية زوجته الثانية غالينا سيميونوفا، نشر جوكوف مذكراته عام 1969 وأصبحت من أكثر الكتب مبيعاً بعد عدة أشهر من صدورها، تلقى جوكوف 10,000 رسالة من محبيه بعضها حول المشورة وأخرى حول الامتنان والثناء، وفي 18 يونيو 1974 توفي جوكوف بعد إصابته بسكتة دماغية أخرى وكانت القاضية، تم إحراق جثته تبعاً لوصيته ودفن رمادها في مقبرة جدار الكرملين بجانب زملاءه من مارشالات الجيش الاحمر وقادته.

## العائلة
- الأب: قسطنطين أرتيمييفتش (1851-1921) كان إسكافيًّا يتيمًا قامت سيدة تدعى انوسكا بتبنيه عندما كان عمرة سنتين.
- الأم: أوستينينا أرتيمييفنا جوكوفا (1866 – 1944)، هي فلاحة تنحدر من أسرة فقيرة. وفقا لجوكوف فإن والدته كانت امرأة قوية قادرة على وضع (80 كجم) من القمح على كتفها ويعتقد جوكوف أنه ورث القوة عن والدته
- شقيقته الكبرى: ماريا كوستانتينوفنا جوكوفا (ولدت عام 1894)
- شقيقه الأصغر: أليكسي قسطنطينوفيتش جوكوف (ولد عام 1901) توفي في سن الرضاعة
- الزوجة الأولى: ألكسندرا ديفنا جويكوفا (1900-1967)، زوجته عرفيا منذ عام 1920، تزوجها رسمياً في عام 1953، طلقها في عام 1965. توفيت بعدسكتة دماغية
- الزوجة الثانية: غالينا الكسندروفنا سيميونوفا (1926–1973)، عقيدة وضابطة عسكرية عملت في السلك الطبي في الاتحاد السوفيتي، تزوجها في عام 1965. توفيت عام 1973 بسبب سرطان الثدي.
- البنت الأولى: أيرا جوكوفا (ولدت عام 1928)
- البنت الثانية: مارغريتا جوكوفا (1929 – 2011)
- البنت الثالثة: إيلا جوكوفا (1937 – 2010)
- البنت الرابعة: ماريا جوكوفا (ولدت عام 1957)

## الأوسمة والجوائز
|  | وسام بطل جمهورية مغوليا الشعبية                              |
|  | ميدالية الذكرى الثلاثين لمعركة خالخين غول                    |
|  | وسام سخباتار                                                 |
|  | وسام الراية الحمراء                                          |
|  | ميدالية الذكرى الخمسين لتأسيس جمهورية منغوليا الشعبية        |
|  | ميدالية الذكرى الخمسين لتأسيس الجيش الشعبي المغولي           |
|  | ميدالية النصر على اليابان                                    |
|  | وسام الاسد الابيض من الدرجة الاولى                           |
|  | وسام الاسد الابيض من الدرجة الثانية                          |
|  | وسام الصليب الحربي التشيكسلوفاكي                             |
|  | صليب جرونوالد من الدرجة الاولى                               |
|  | وسام الصليب العظيم                                           |
|  | وسام صليب القائد مع النجمة                                   |
|  | ميدالية المعركة من اجل وارسو                                 |
|  | ميدالية تحرير البلطيق                                        |
|  | وسام القائد الاعلى                                           |
|  | صليب فارس الشرف                                              |
|  | صليب فيلق الشرف                                              |
|  | وسام دي كرود                                                 |
|  | وسام الصداقة السوفيتية الصينية                               |
|  | وسام الحرية                                                  |
|  | وسام الاستحقاق من الدرجة الاولى                              |
|  | ميدالية الذكرى الخامسة والعشرين لتأسيس الجيش الشعبي البلغاري |
|  | نجمة الأنصار                                                 |

## في الثقافة الشعبية والأدب
- تم تسمية إحدى المدن الروسية على اسمه بعد وفاته تكريماً له
- يوجد متحف خاص به في مسقط رأسة
- تم بناء تمثال له وسط موسكو
- تم ذكر جوكوف في رواية روبرت كونروي (الجحيم الأحمر) وهي رواية خيالية تدور حول قيام السوفيت بهجوم ضد الولايات المتحدة عام 1945 وفي نهاية الرواية تقوم طائرة بيونج-29 بإلقاء قنبلة نووية على مدينة بادربورن الألمانية حيث يموت جوكوف مع قوات النخبة من الجيش السوفيتي.
- لعبة الفيديو (red alert) في إحدى مهماتها تتيح لك اللعب بشخصية جوكوف خلال معركة برلين.
- يذكر الكاتب هاري تورتليدوفي، جوكوف في العديد من رواياته بما في ذلك رواية (رجل مع قلب من حديد) عندما يتم قتل جوكوف من قبل قوات رينارد هدريش
- لعب جوكوف درواً محورياً في رواية (المنطقة المهمة) للكاتب مارتن أميس والتي تتحدث عن معركة ستالينغراد

## معرض الصور

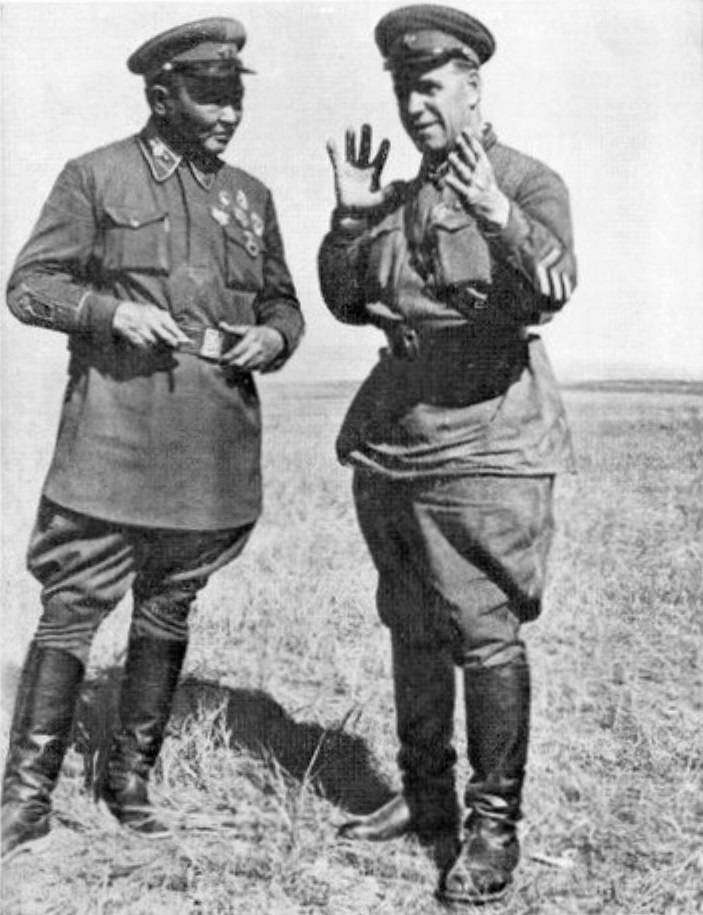
جوكوف مع الرئيس المغولي خورلوجين اثناء معركة خالخين غول
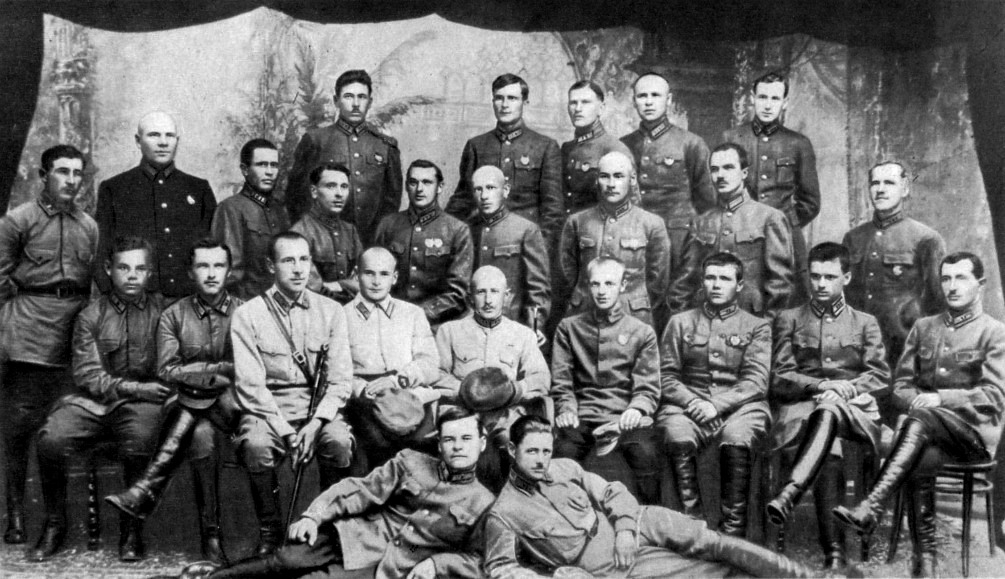
في اكاديمية لينينغراد العسكرية
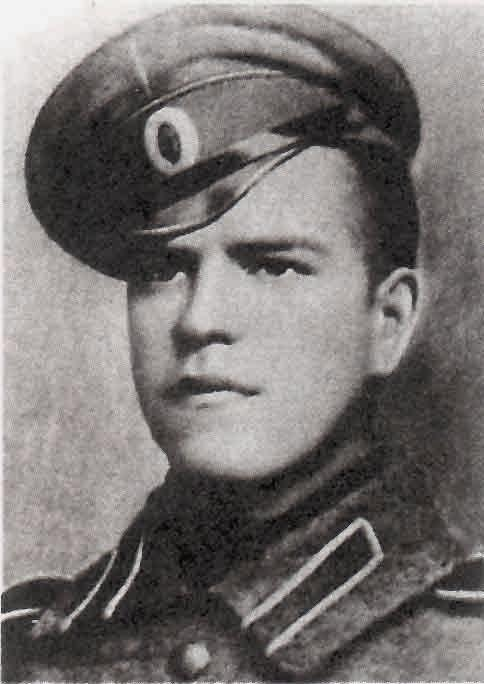
جوكوف خلال الحرب العالمية الاولى 1916
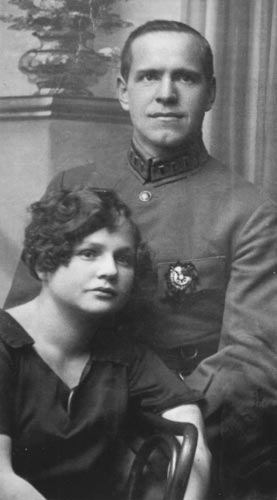
مع زوجتة الاولى 1920
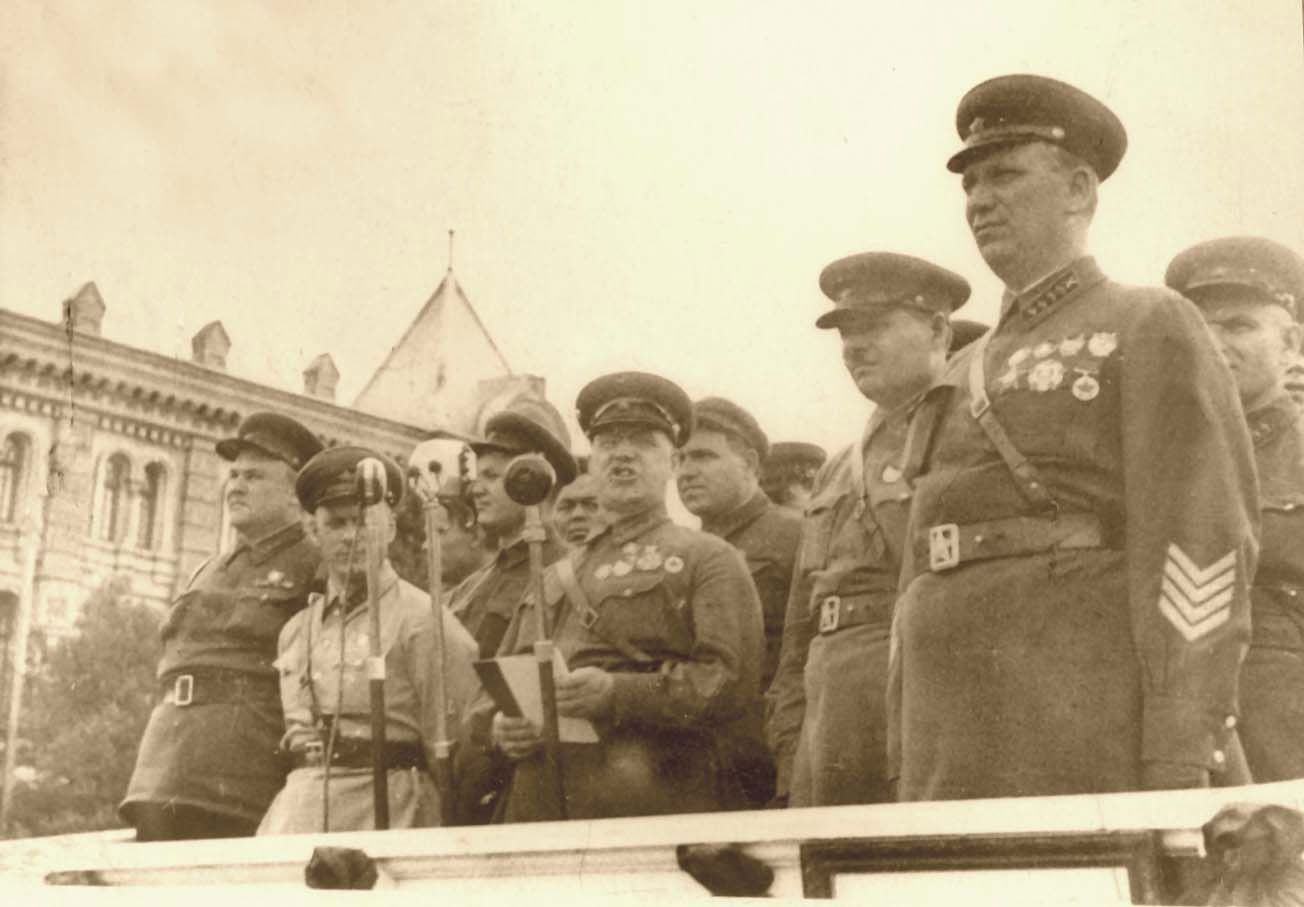
جوكوف يلقي خطاباً اثناء حملة بيلاورسيا
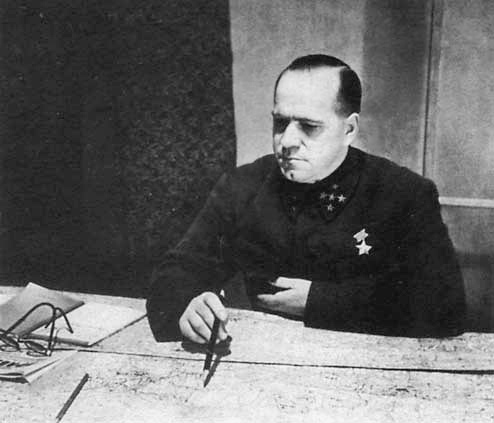
خلال معركة ستالينغراد
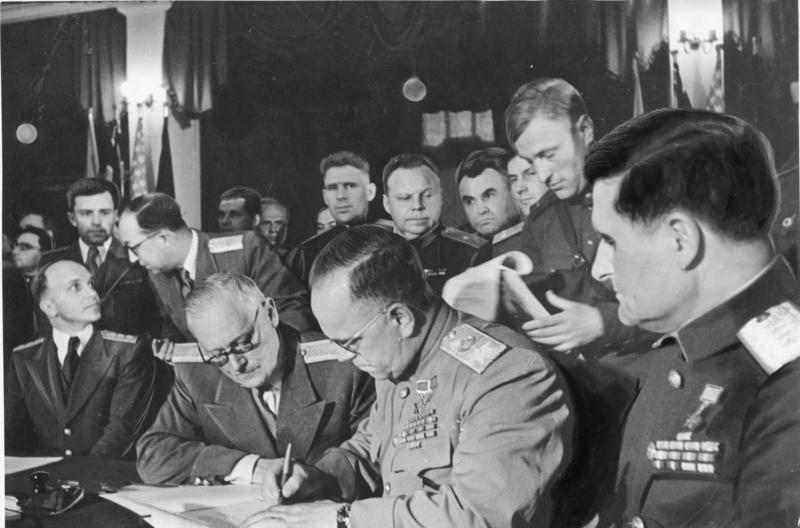
اثناء توقيع معاهدة الاستسلام ضد المانيا 1945
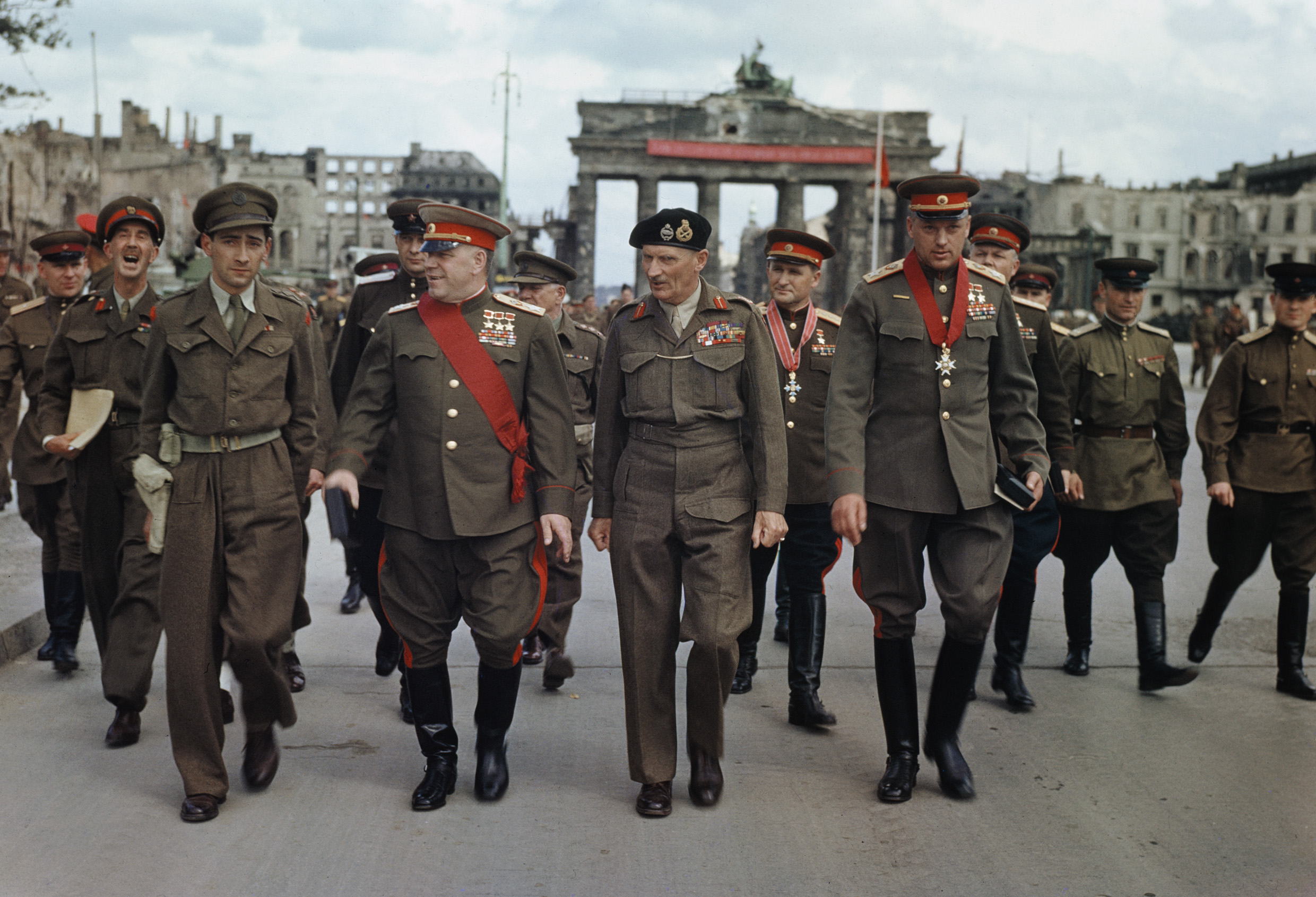
اثناء الدخول إلى برلين
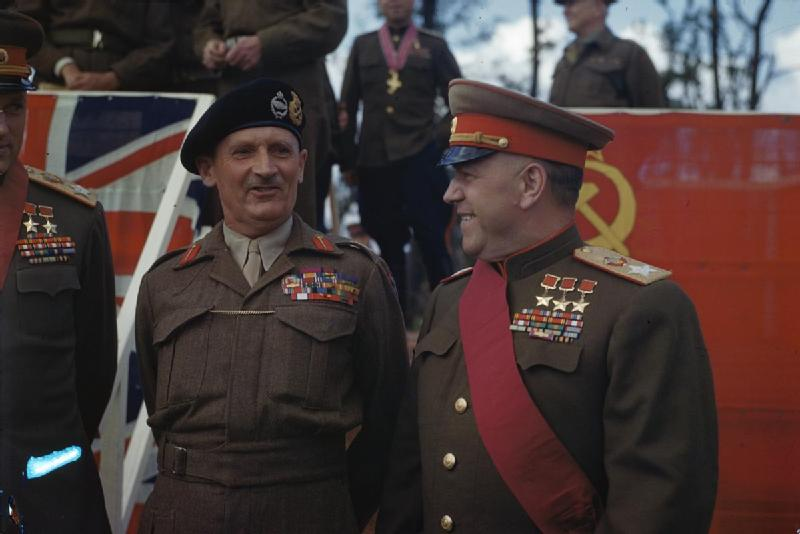
مع مونتغمري
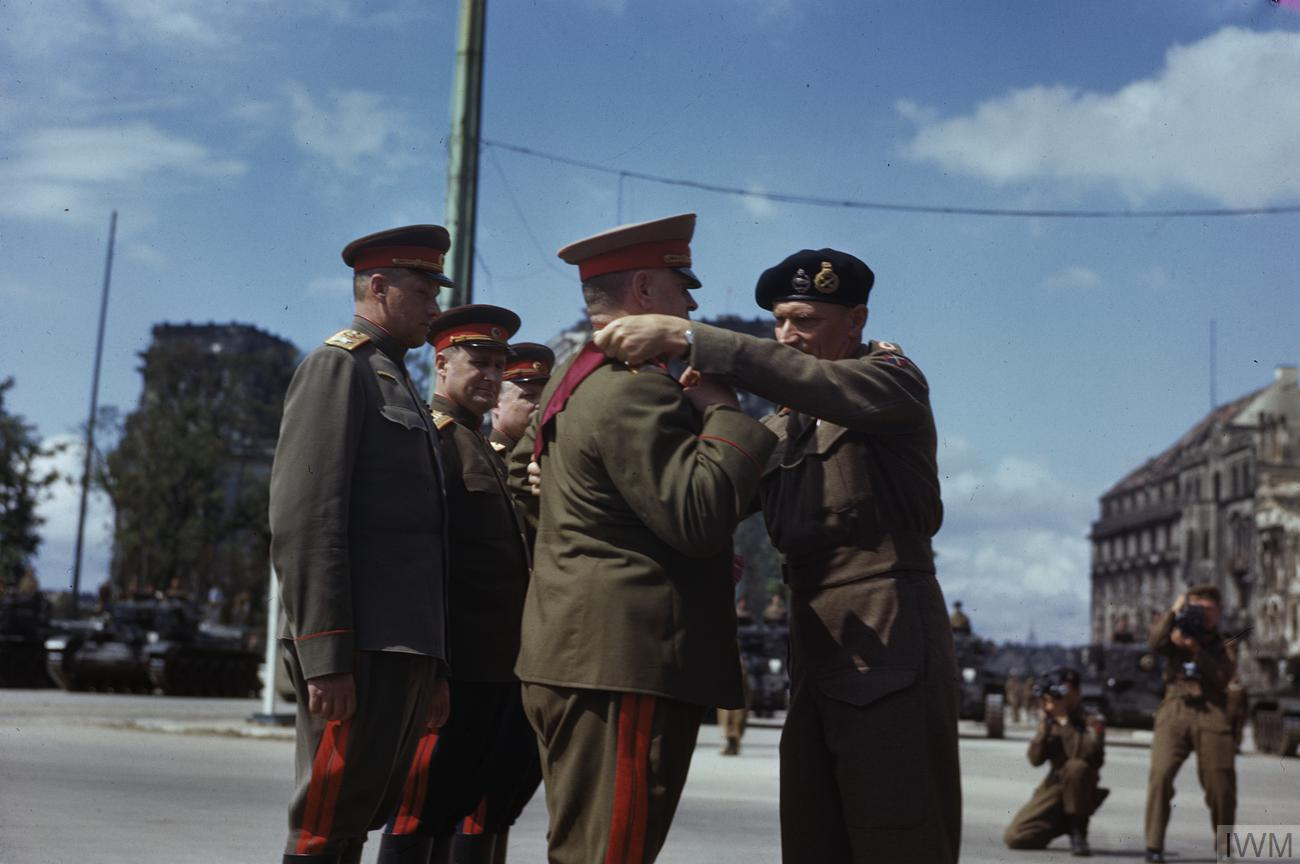
مونتغمري يقلد جوكوف ارفع الاوسمة
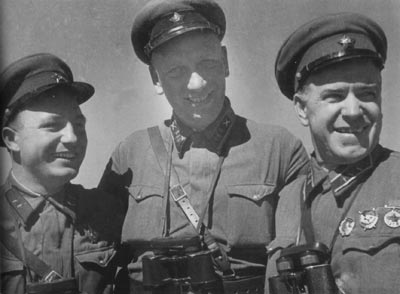
مع الضباط 1939

## روابط خارجية
- غيورغي جوكوف على موقع IMDb (الإنجليزية)
- غيورغي جوكوف على موقع الموسوعة البريطانية (الإنجليزية)
- غيورغي جوكوف على موقع الموسوعة البريطانية (الإنجليزية)
- غيورغي جوكوف على موقع مونزينجر (الألمانية)
- غيورغي جوكوف على موقع إن إن دي بي (الإنجليزية)
- غيورغي جوكوف على موقع قاعدة بيانات الفيلم (الإنجليزية)